# بوب ستيفنسون (منتج أفلام)
بوب ستيفنسون (بالإنجليزية: Bob Stephenson)‏ (و. 1967  م) هو منتج أفلام، وكاتب سيناريو، وممثل أفلام، وممثل تلفزي أمريكي، ولد في أوكسنارد، بدأ مشواره المهني سنة 1995.

## التعليم
تعلم في جامعة كاليفورنيا، سانتا باربرا
.

## وصلات خارجية
- بوب ستيفنسون على موقع IMDb (الإنجليزية)
- بوب ستيفنسون على موقع ألو سيني (الفرنسية)
- بوب ستيفنسون على موقع أول موفي (الإنجليزية)
- بوب ستيفنسون على موقع قاعدة بيانات الأفلام السويدية (السويدية)
- بوب ستيفنسون على موقع قاعدة بيانات الفيلم (الإنجليزية)
- بوب ستيفنسون على موقع كينوبويسك (الروسية)